# Scene Description Language
Scene description language (zkráceně SDL, pozor na záměnu se Simple Declarative Language nebo Simple DirectMedia Layer) je jazyk pro popis 3D prostředí, využívaný v programu POV-Ray. Zdrojové kódy jsou psány v libovolném textovém editoru a výsledné soubory mají příponu .pov. POV-Ray poté soubor analyzuje, vytvoří si interní model a poté ho zobrazí.